# 와타세 츠네히코
와타세 츠네히코(일본어: 渡瀬恒彦, 1944년 7월 28일 ~ 2017년 3월 14일)는 일본의 배우이다. 배우 와타리 테츠야는 와타세의 형이다.

## 경력
- 1970년 영화 《殺し屋人別帳》로 데뷔했다.

효고 현 쯔나군 아와지초에 옮겨, 아와지 시 립암야 중학교, 미타 학원 고등 학교 졸업. 와세다 대학 법학부 제적. 재학 중에는 가라테부였고, 단위는 2단. 덴츠 PR센터에 근무하고 있었다.
- 형의 와타리 테츠야는 니카츠 청춘 스타로서 위상을 확립하고 있는 한편, 와타세는 연예계에 관심이 없다, 들어가의사도 없었다.

당시의 도에이는 사극에서 협객 영화 액션 영화로 전환을 도모하고 있어 와타세는 사장의 오카다 시게루에 삼고의 예를 갖추고 설득해 엘리트 직장 생활을 마감하며 1969년(쇼와 44년)에 도에이와 계약한다.
형이 예명으로 활동하고 있는 것에 대해 본명으로 활동하기 시작한 것은, 다카쿠라 켄을 의식한 토에이에 "오쿠라 준 "이라는 예명을 얻게 되었지만 마음에 들지 않고, 그렇다면 본명이 좋겠다고 했다 말에서 유래되었다.
- 1970년(쇼와 45년), 영화 『 킬러인 별장 』의 주역으로서 데뷔. 액션 영화나 야쿠자 영화 출연을 거쳐 1978년(쇼와 53년)에 『 아코 성 단절 』, 송죽 영화 『 사건 』에서 블루 리본상·일본 아카데미 상·키네마 순보 등 조연 남우상을 수상한 것으로 평가를 일신하고 그 해는 송죽 영화 『 황제가 없는 8월 』도 광기를 띄운 전 엘리트의 반란 분자를 맡았다. 1979년(쇼와 54년)에는 마츠타케 영화 『 떨혀 』 『 하나님의 준 아기 』에서 키네마 순보 남우 주연 상 수상했다.

이 동안 1973년(쇼와 48년)9월에 배우·오오하라 레코와 결혼했으나 5년 후의 1978년(쇼와 53년)2월 13일에 이혼했다. 다음 1979년(쇼와 54년), 일반인 여성과 재혼.
- 작품의 액션 장면에서는 대역을 세우는 것을 꺼려 기본적으로 스턴트는 자기 스스로 하더라. 1976년(쇼와 51년)의 『 실록 외전 오사카 전격 작전 』이 내닫는 차의 문에 매달려그대로 끌려가거나

그 해 『 미친 야수 』, 『 폭주 패닉 』에서 카 액션 장면은 손수 운전하고 1977년(쇼와 52년)의 『 호쿠리쿠 대리 전쟁 』에서는
지프에서 넘어져 깔려 생사를 헤매다 큰 부상을 입은 경우도 있다(작품은 강판, 대역은 이부키고 로우).
예고편은 이미 극장에서 상영되고 있어 그대로 와타세의 출연 장면이 삽입되고 있다(발매 중인 DVD에 수록).
최근 드라마 작품에서는 스턴트맨이 대역을 맡는 것도 있다.
다만, 2002년에 방송된 『 십진천 경감 시리즈 24이즈의 바다에 사라진 여자 』에서는 비탈길을 내려가는 트럭의 앞으로 돌아고
차를 스핀시켜 정차시킨다는 카 액션 장면이 있어 당초, 스턴트맨을 통해 촬영이 이루어졌지만 몇번이나 프레임 아웃하는 바람에,
감독과 상의해 와타세가 손수 운전하는 그 장면은 촬영된다[출처 무효].
- 고향의 효고 현이 한신·아와지 대지진으로 괴멸적인 피해를 받았을 때, 형 테츠야들 이시하라 군단과 함께 재해지를 찾았다가 식사 공급하고 이재민들에게 용기를 주었다.
- 1994년(헤세이 6년)에 뇌 경색을 일으키고 있던 것을, 『 데쓰코의 방 』에서 밝혔다. 『 데쓰코의 방 』에는 2008년(헤세이 20년)에도 출연했을 때, 평소에는 형사 역으로 알려진 와타세이지만, 실생활에서 "입금 사기"의 피해를 당하게 된 것을 고백했다(그 후"(미야 씨" 제6시리즈 최종 이야기는 이 보이스 피싱 수법을 실감나게 연기했다).
- 2004년(헤세이 16년)의 『 십진천 경감 시리즈 토호쿠 신칸센"하야테"살인 사건 』에서 처음 아내였다 오하라와 26년 만의 협연을 했다.
- 2011년(헤세이 23년)12월 23일 방송의 TBS의 연말 스페셜 드라마 『 귀향 』에서는 형의 테츠야와 약 40년 만의 협연을 했다. 1971년도 방송 NHK의 연속극 『 아마크치 카라크치 』 이후 처음으로 그때와 마찬가지로 형제 역에서 공연한다.

## 인물
- 배우의 에토 우준 오랜 친구이며, 가족에서 식사할 만한 친분이 있다.
- 동영의 야쿠자 영화나 액션 영화에 출연했을 때 친분을 쌓은 시가 마사루, 카와 타니타 쿠조오, 카타기리루 우지, 노구치 타카시, 이와오 마사타카, 코바야시 넹지들이 결성한 "피라냐 군단"의 발기인으로 된 것으로도 알려져 있다.

그 피라니아 떼의 나루세 마사타카는 개인이라도 친구 사이로 평소"나 너"의 교제이다. 평소는 온순하지만 시비조로 논의하기도 하고 『 불꽃 되』에 키타오 오지 킨 야의 대역으로 출연했을 때, 각본가의 나카지마 타케히로와 의견을 대립시키고 있다.
- 친족에게 프로 테니스 플레이어 니시코리 케이가 있어 도·와타세 형제와 니시 키오리의 어머니가 재종 형제에 해당한다.

## 수상
- 1978년:키네마 순보 상 남우 조연상(『 아코 성 단절 』, 『事件』』)
- 1978년: 제3회 호치 영화 상 남우 조연상(『 사건 』, 『 황제가 없는 8월 』, 『赤穂城断絶』)
- 1979년: 제21회 블루 리본상 남우 조연상(『 아코 성 단절 』, 『事件』)
- 1979년: 제2회 일본 아카데미 상 최우수 남우 조연상(『事件』)
- 1981년: 제54회 키네마 순보 상 남우 주연 상(『 신께서 주신 아기 』, 『震える舌』)

## 주요 출연 작품

### 영화
- 킬러인 별장(1970년, 도에이)-떠돌이 신이치 역(데뷔작
- 감옥인 별장(1970년, 도에이)-타치바나 신이치 역※데뷔 두 번째
- 세마리의 빈봉(1970년, 도에이)
- 불량 조직 보스 임기 응변(1970년, 도에이)-소문의 조 역
- 경험(1970년, 도에이)
- 마지막 특공대(1970년, 도에이)
- (비밀)여대 기숙사(1970년, 도에이 교토)
- 불량 소녀 조직 보스 도쿄 떠돌이(1970년, 도에이)-쯔네지 로우 역
- 노름꾼 외인 부대(1971년, 도에이)
- 관동 테키야 집안 싸움 놀이(1971년, 도에이)
- 노름을 맞은 생명권(1971년, 도에이)-후텐의 타케시 역
- 현대 깡패 혈앵 3형제(1971년, 도에이)
- 불량 소녀 조직 보스 회개의 가치도 없다(1971년, 도에이)-아라이 료지 역
- 폭력단 재무장(1971년, 도에이)
- 불량 조직 보스 주지는 않고 날강도(1971년, 도에이)-돈가스 역
- 불량 조직 보스 돌격 일번(1971년, 도에이)-돈가스 역
- 노름꾼 돌격대(1971년, 도에이)-사신의 류지 역
- 악의 친위대(1971년, 도에이)
- 은접 철새(1972년 토에이)-히가시 류지 역
- 조로목의 삼 형제(1972년 토에이)-오오니시 에이조오 역
- 초겨울의 찬 바람 몬지 로우(1972년 토에이)-겐타 역
- 독사의 형제 상해 공갈 18범(1972년 토에이)-키 역
- 불량 조직 보스 일망타진(1972년 토에이)
- 쇼와 조폭사(1972년 토에이)
- 마약 매춘 G 멘 공포의 고기 지옥(1972년 토에이)
- 깡패와 항쟁(1972년 토에이)
- 늑대 깡패 장이는 내가 내(1972년 토에이)
- 무한 전쟁 시리즈(도에이)
- 무한 전쟁(1973년, 도에이)-아리타 토시오 역
- 무한 전쟁 대리 전쟁(1973년, 도에이)-쿠라모토 타카시 역
- 총알의 미학(1973년 ATG)-코이케 키요시 역
- 독사의 형제 교도소 생활 4년 반(1973년, 도에이)-크라이시 신키치 역
- 광주 섹스족(1973년, 도에이)-혼고 아키라 역
- 공포 여고 폭행 린치 교실(1973년, 도에이)-와카바야시 테츠야 역
- 쌈짱 감화원 탈주(1973년, 도에이)-국촌 요오이치 역
- 실록 사설 긴자 경찰(1973년, 도에이)-와타라이 키 크오 역
- 보디 가드가 필살 삼각번(1973년, 도에이)
- 쌈짱 다이만 승부(1973년, 도에이)-쿠로키 타츠야 역
- 청바지 블루스 내일 없는 무뢰한파(1974년, 도에이)-카타 기리 지로 역
- 야마구치 조외전 큐슈 진공 작전(1974년, 도에이)
- 아ゝ 결전 항공대(1974년, 도에이)-카이다 중위 역
- 사자 무늬 경찰(1974년, 도에이)
- 안도 조외 전 사람을 베는 자 사제(1974년, 도에이)-안도 조 회원·쓰 불어 테츠야 역
- 학생 깡패(1974년, 도에이)-시마자키 카쿠타 로우 역
- 극악 권법(1974년, 도에이)
- 조폭 vs불량 조직 보스(1974년, 도에이)-카미사카 켄지 역
- 새 무한 전쟁 시리즈(도에이)
- 새 무한 전쟁(1974년, 도에이)-키타미 노보루 역
- 새 무한 전쟁 반장의 목(1975년, 도에이)-스카와 오쿠니 미츠 역
- 격돌!합기도(1975년, 도에이)-마츠 켄키치 역
- 여자 필살 5단 주먹으로(1976년, 도에이)-타카기 슈지 역
- 오키나와 깡패 전쟁(1976년, 도에이)-가수예 히로시 역
- 미친 야수(1976년, 도에이)
- 폭주 패닉(1976년, 도에이)-야마나카 타카시 역
- 실록 외전 오사카 전격 작전(1976년, 도에이)
- 깡패 전쟁 일본의 수령(1977년, 도에이)-노미조 타케시 역
- 공룡, 괴조의 전설(1977년, 도에이)- 아시자 와 타카시 역
- 아코 성 단절(1978년, 도에이)-코바야시 헤이하치로 역
- 사건(1978년 쇼치쿠)
- 황제가 없는 8월(1978년 쇼치쿠)-후지사키 테켄세 역
- 배달되지 않는 세통의 편지(1979년 쇼치쿠)
- 전국 자위대(1979년 12월 5일, 토호)-야노 와야토 대원장 역
- 그림자의 군단 핫토리 한조(1980년, 도에이)-핫토리 한조(아래의 한조)역
- 부활의 날(1980년, 토호)
- 나쁜 놈들(1980년 쇼치쿠)-사카키 변호사 역할, 원작:마츠모토 세이초 감독:노무라 요시타 로우
- 떨리는 혀(1980년 쇼치쿠)-미요시 아키라 역
- 모닝 문은 조잡하게(1981년 슈퍼 할리우드)-쿠사카베 역
- 청춘의 문(1981년, 도에이)-김 주 레츠(금산)도움
- 표류(1981년, 토호)-이평차 역
- 세일러복과 기관총(1981년, 도에이)-사쿠마 마사 역
- 화석의 황야(1982년 토에이)-니시 소우스케 역
- 도톤보리 강(1982년 쇼치쿠)
- 아마기 넘는다(1983년 쇼치쿠)-타지 송지승 역, 원작:마츠모토 세이초 감독:미무라 하루히코
- 시대야 마누라(1983년 쇼치쿠)-주연, 안 역
- 루교(1983년, 도에이)
- 남극 이야기(1983년, 토호)-오치 켄지로 역
- 미주 지도(1983년 쇼치쿠)-외포 타쿠로역, 원작:마츠모토 세이초 감독:노무라 요시타 로우
- 남자는 괴로워 밤 안개에 무전 토라지로우(1984년 쇼치쿠)
- 채색 강(1984년 쇼치쿠)-야마고 테이 이치 역, 원작:마츠모토 세이초
- 애정 이야기(1984년, 도에이)-시노자키 타크지 역
- 골프 새벽(1987년, 토호)-사카모토 료마 역
- 수도 소실(1987년, 토호)-원작:코마츠 사쿄 감독:마스다 토시오
- 육체의 문(1988년, 도에이)-이부키 신타로 역
- 둔황(1988년, 토호)-이원호 역
- 226(1989년 쇼치쿠 후지)-이시와라 간지 역
- 하늘과 땅과(1990년, 도에이)-우사미 사다유키 역
- 진심!(1991년, 도에이)-카자오카 쇼오 역
- 우동 한그릇(1992년, 토후쿠 신샤아)-북해 남편인 역할
- 링 링 링 눈물의 챔피언 벨트(1993년, 도에이)-미즈 아유미 한 역
- REX공룡 이야기(1993년 쇼치쿠)-다테노 아키라 역
- 츄신 구라 외전 요츠야 괴담(1994년 쇼치쿠)-호리베 야스베에 역
- 시간을 달리는 소녀(1997년 카도 카와 하루키 사무소)-골동품 가게의 주인
- 쇠와 납(1997년, 도에이)-탐정 역
- 안트로 미디어(1998년 쇼치쿠)-히토미 토시히코 역
- 행복하게 되네(1998년 KSS)-야마무로 반 반장, 야마무로 마사야 역
- 배움 자리(1998년 JTA키네마 도쿄)
- 나일(1999년, 도에이)-켄죠오 하루히코 역
- 두목은 예수님(2001년, 그루브 코퍼레이션)-산 정회 키하라 유우지 역
- 할우라라(2005년 할우라라 제작 위원회)-조교사·소우세 키 다이 역
- 조리키치 오상 페이(2009년, 도에이)-미히 잇페이 역
- 이쿠코의 편지(2010년)-오노데라 의사 역

### 드라마
- 골든 아이(1970년 2월~8월 일본 TV)-오세 와타루 역※ 제5화에서
- 아마크치 카라크치(1971년 4월~1972년 3월 NHK종합,※형의 와타리 테츠야와 도움상도 형제 역으로 공연)
- 인법 아지랑이를 베어 죽이는(1972년 4월~9월, 간사이 테레비,※형의 와타리 테츠야가 병 강판을 위해 제21말부터 대역 출연)-시라누이 타카 역
- 대하드라마(NHK)
  - 카츠 카이슈(1974년)-다나카 신베에 역
  - 불타오르다(1993년~1994년)-후지와라노 히데히라 역
  - 무사시 MUSASHI(2003년)-택암(다쿠 안 소호)역
- 그림자 동심(1975년 4월 5일~10월 11일, 마이니치 방송)‐ 타카기 캉페이 역
- 제번 어머니님 제2시리즈 제16화(1977년 일본 TV)-미야 가와 츠토무 역
- 멀어지는 발소리(1978년 1월~4월 TBS)
- 마쓰모토 세이초 여자 시리즈·마음의 그림자(1978년 6월 TBS, 도시바 일요 극장)-하야미 역
- 타카기 아키 미츠 시리즈 대낮의 사각(1979년 8월~9월, 마이니치 방송)-츠루오카 시치로 역
- 대격투 머드 폴리스'80(1980년 4월~7월 일본 TV)-히무로 켄이치 역
- 특명 형사(1980년 7월~9월 일본 TV)-히무로 켄이치 역
- 오싱(1983년 4월~1984년 3월 NHK)-나미키 코오타 역
- 형사 이야기)'85(1985년 4월~9월 일본 TV)-혼죠 히데오 역
- 사나다 태평기(1985년 4월~1986년 3월 NHK, NHK새 대형 사극)-사나다 노부유키 역
- 국회 의원 부인들(1989년 1월~3월, TBS)
- 꽃의 생명(1989년 5월 13일 TBS)
- 고토·복강 가1989년 8월 12일 TBS)-노부오 역
- 하늘과 땅과, 여명 편(1990년 4월 20일 일본 TV)-우사미 사다유키 역
- 36명의 승객(1991년 11월 11일 TBS, 월요일 드라마 스페셜)
- 십진천 경감 시리즈(1992년~, TBS)-주연·십진천 쇼오 조오 역
- 토요 와이드 극장(TV아사히)
- 택시 기사의 추리 일지 시리즈(1992년-)-주연·새벽 히데오 역
- 마쓰모토 세이초 사후 10년 기념 기획· 검은 격류(2002년 9월 28일)-주연·야구치 타카시(변호사)역
- 경시청 수사 1관 강행범 7계(2005년 2월 12일)-주연·코코노 테쯔 사부 로우(7담당 계장)역
- 반 매듭(2007년 12월 8일)-주연·카지 소이치로 역
- 마쓰모토 세이초는 검은 화집·증언(1992년 10월 19일 TBS, 월요일 드라마 스페셜)-주연· 이시노 테이 이치로 역
- 흘러 마지 않고 오살 불량 호흡(1992년 11월, NHK, NHK토요일 드라마)
- 큰 츄신 구라(1994년 1월 1일 TBS)
- 내 취직(1994년 4월 10일~6월 26일 TBS, 도시바 일요 극장)-사이죠 코오 이치로 역
- 남자는 필요 없어(1994년 10월 20일~12월 15일 YTV)-수택 요오이치 역
- 나는 조개가 되고 싶다(1994년 10월 31일 TBS)-신부
- 타니은 사발(1996년 6월 10일~7월 4일, NHK)-야나기 모토 오사무 역
- 사건·시민의 판결(1996년 10월 7일~12월 16일 TV도쿄)-주연· 사다 아키라 역
- 황혼 유성군-사랑을 다시 한번-(1997년 8월 31일~9월 21일 NHK-BS2)-주연·모리모토 요시하루 역
- 마쓰모토 세이초 칠회기 특별 기획· 뜨거운 비단(1998년 3월 24일 YTV)-하세베 타다오(경부)역
- 거품(2001년 1월 5일~3월 23일 NHK드라마 가족 모양)-오키츠 토시노부 역
- 손바닥의 어둠(2001년 2월 11일 TV도쿄)-이시자키 히로히사 역
- 기타 알프스 산악 구조대 사이몬 일귀 시리즈(2001년-2009년 TV도쿄, 수요일 미스터리 9)-코무로 코오 헤이(백마 키타 경찰서 주임)역
- 기타 알프스 산악 구조대 사이몬 일귀 1기타 알프스 호타카 연봉 살인 사건(2001년 3월 7일)
- 기타 알프스 산악 구조대 사이몬 일귀 2기타 알프스 하쿠바 연봉 살인 산행(2001년 월 29일)
- 기타 알프스 산악 구조대 사이몬 일귀 3북알프스 설산 살인 미로(2002년 2월 6일)
- 기타 알프스 산악 구조대 사이몬 일귀 4기타 알프스 살인 쾰른(2002년 11월 6일)
- 기타 알프스 산악 구조대 사이몬 일귀 5살인 산행·불귀노 험(2003년 8월 27일)
- 기타 알프스 산악 구조대 사이몬 일귀 6백마 노리 쿠라 타케노 살의(2004년 11월 24일)
- 기타 알프스 산악 구조대 사이몬 일귀 7백마대 설계·살의의 덫(2005년 9월 7일)
- 기타 알프스 산악 구조대 사이몬 일귀 8하쿠바 핫포 능선, 해빙의 절규(2006년 11월 1일)
- 기타 알프스 산악 구조대 사이몬 일귀 9백마 산악 투어 천공의 밀실 살인(2007년 7월 18일)
- 기타 알프스 산악 구조대 사이몬 일귀 10백마, 토마츠 케 살인 루트(2008년 3월 12일)
- 기타 알프스 산악 구조대 사이몬 일귀 11타니가와다케~하쿠 가쿠~상념 타케 수수께끼의 살인 메시지(2009년 1월 14일)
- 사회 개혁 공무원 더·공증인 시리즈(2002년-, TBS, 월요일 미스터리 극장 ⇒ 월요일 골든)-주연·마야 잇세이 역
- 사회 개혁 공무원 더·공증인 스고완 전 검사 등장!빚 사장 살인 사건의 진상은 야세 때 차에 숨겨져 있었다.(2002년 5월 13일)
- 사회 개혁 공무원 더·공증인 사생아에 유산을 물려준 형 VS재산 목적의 여동생.(2003년 3월 10일)
- 사회 개혁 공무원 더·공증인 셋집을 불법 점거하는 주민이 살해된(2003년 7월 7일)
- 사회 개혁 공무원 더·공증인 노부부가 빠진 악덕 리모델링 수법(2004년 2월 16일)
- 사회 개혁 공무원 더·공증인 사라진 비밀 증서 유언?(2005년 4월 18일)
- 사회 개혁 공무원 더·공증인 이혼한 남편이 실종!!(2006년 2월 6일)
- 사회 개혁 공무원 더·공증인 이혼 직전의 남편이 살해되었다.(2008년 4월 28일)
- 사회 개혁 공무원 더·공증인 유산 상속을 부르는 미인 자매의 비극(2009년 6월 29일)
- 사회 개혁 공무원 더·공증인 포도주 양조장 주인이 수상한 죽음!발효실에 나뒹구는 시체...(2011년 6월 13일)
- 잘 미야 씨 시리즈(2002년-, TV아사히)-주연·도리이 캉자 브로(경부)역
- 쿄토 가모 가와 히가시 경찰서 미궁과, 미야비 씨 제1시리즈(2002년 5월 9일~7월 18일)
- 오미야상 제2시리즈(2003년 4월 17일~6월 26일)
- 오미야상 제3시리즈(2004년 6월 17일~9월 16일)
- 오미야상 제4시리즈(2005년 4월 21일~6월 23일)
- 오미야상 제5시리즈(2006년 10월 19일~12월 14일)
- 오미야상 제6시리즈(2008년 10월 16일~3월 19일)
- 오미야상 제7시리즈(2010년 4월 15일~6월 10일)
- 오미야상 스페셜(2010년 12월 16일)
- 오미야상 제8시리즈(2011년 4월 28일~6월 23일)
- 여자와 사랑과 미스터리"수증기 살인 안내 아무것도 전무의 명추리"(2003년 1월 TV도쿄)-야태 유미 남편 역
- 츠그나이(2004년 6월 30일 TBS, 수요일 프리미어)-주연·타캇 아키히코(변호사)역
- 수사 1과장·칸자키 쇼우고(2004년 8월 8일 TV도쿄 여자와 사랑과 미스터리)-주연·칸자키 쇼우고 역
- 식도락. 출장 요리사 카메 자키 겐이치(2006년 2월 8일 TV도쿄)-카메 자키 겐이치 역
- 시대야 마누라(2006년 2월 14일 드라마 콤플렉스)-주연, 안 역
- 경시청 수사 1과 9계 시리즈(2006년-, TV아사히)-카노 링타로(계장)역
- 경시청 수사 1과 9계(2006년 4월 19일~6월 21일)
- 경시청 수사 1과 9계 연말 스페셜(2006년 12월 27일)
- 경시청 수사 1과 9계 season2(2007년 4월 25일~6월 20일)
- 경시청 수사 1과 9계 season3(2008년 4월 16일~6월 18일)
- 신·경시청 수사 1과 9계(2009년 7월 1일~9월 16일)
- 새 경시청 수사 1과 9계 season2(2010년 6월 30일~9월 15일)
- 신·경시청 수사 1과 9계 season3(2011년 7월 6일~9월 14일)
- 경시청 수사 1과 9계 제7시리즈(2012년 7월 4일~9월 5일)
- 경시청 수사 1과 9계 제8시리즈(2013년 7월 10일~)
- 치리토테치은(2007년 10월 1일~2008년 3월 29일 NHK연속 TV소설)-계속 송정 초약 역
- 하늘과 땅과(2008년 1월 6일 TV아사히)-우사미 사다유키 역
- 마지않는 비는 없어(2010년 3월 6일 아사히 TV드라마 스페셜)-주연·크라시마 아츠시 역
- 우치다 야스오 미스터리 유후인 살인 사건(2010년 11월 19일 후지 TV, 금요일 프레스 테이지)-주연·이즈미 나오토 역
- SP, 경시청 경호과(2011년 10월 8일 아사히 TV드라마 스페셜)-주연·타케우치 코지 역
- 남극 대륙(2011년 10월 16일~12월 TBS일요 극장)-쿠라 모치 타케시의 아버지 역
- 의사·엔죠 오지 오사무 시리즈(2011년-TBS, 월요일 골든)-주연·엥죠지 오사무 역
- 의사·엔죠 오지 오사무 숲의 도시의 사형수(2011년 12월 5일)
- 의사·엔죠 오지 오사무 Ⅱ 원한의 보수(2012년 6월 4일)
- 귀향(2011년 12월 23일 TBS, 연말 드라마 스페셜,※형의 와타리 테츠야와 도움상도 형제 역으로 공연)-카미오 진차랑 역
- 교토 지검의 여자 제8시리즈 제1화(2012년 7월 5일 TV아사히)-토리 캉자 브로 역